# Tamara Taylor

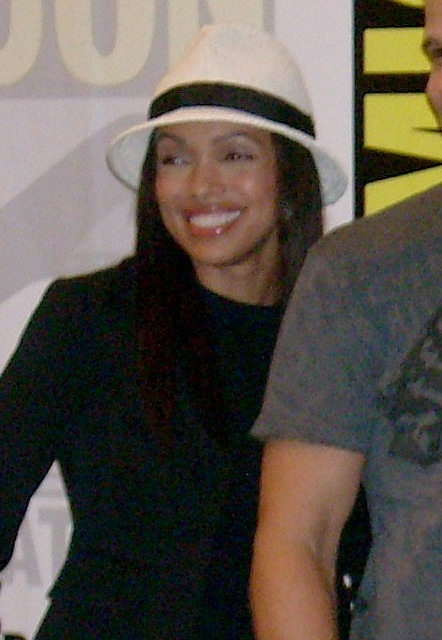
Tamara Taylor

Tamara Taylor (Toronto, Ontário, 27 de Setembro de 1970) é uma atriz canadense mais conhecida por sua participação na série Bones, no papel da Dra. Camille "Cam" Saroyan. Sua oportunidade chegou logo após de ganhar um papel permanente na série “Party of Five” como o amor de Matthew Fox. Logo depois ela foi escolhida para interpretar a Dra. Ana Syphax no drama “Cidade dos Anjos”, de Steven Bochco, ao lado de Blair Underwood, e depois para fazer Sara em “Hidden Hills”, contracenando com Paula Marshall. Mais recentemente assumiu o papel de Nina em “Sex, Love & Secrets”, com Denise Richards e Eric Balfour. Foi atriz convidada em mais de dez outras séries, como “Lost”; “Numb3rs”; “CSI: Miami” e “NCIS – Investigações criminais”.
Estreou no cinema como a paixão de Marlon Wayan na comédia romântica “Sem Sentido”, ao lado de David Spade e Rip Torn. No ano seguinte foi a melhor amiga de Hale Berry na aclamada biografia “Dorothy Dandridge - O brilho de uma estrela”. Estrelou a produção bem-sucedida “Diário de uma louca”, de Tyler Perry, e fez parte do elenco da ficção científica “Serenity: A luta pelo amanhã”.

## Filmografia parcial
| Ano       | Título                        | Personagem                    | Notas                                               |
| --------- | ----------------------------- | ----------------------------- | --------------------------------------------------- |
| 1991      | A Different World             | Roast Attendee (sem créditos) | 1 episódio                                          |
| 1992      | Freshmen Dorm                 | Carla                         | 1 episódio                                          |
| 1996–1997 | Party of Five                 | Grace Wilcox                  | 16 episódios                                        |
| 1998      | Senseless                     | Janice Tyson                  |                                                     |
| 1998      | Dawson's Creek                | Laura Weston                  | 2 episódios                                         |
| 1999      | Early Edition                 | Meredith Armstrong            | 1 episódio                                          |
| 1999      | Introducing Dorothy Dandridge | Geri Nicholas                 | TV                                                  |
| 1999      | Providence                    | Tracy Doyle                   | 1 episódio                                          |
| 2000      | City of Angels                | Dr. Ana Syphax                | 13 episódios                                        |
| 2002–2003 | Hidden Hills                  | Sarah Timmerman               | 17 episódios                                        |
| 2003      | Miracles                      | Dr. Linda Qualey              | 1 episódio                                          |
| 2003      | Everwood                      | Dr. Lence                     | 1 episódio                                          |
| 2003      | Becker                        | Dana McCall                   | 1 episódio                                          |
| 2003      | Without a Trace               | Tracy McAllister              | 1 episódio                                          |
| 2004      | The Dispatch                  | Agent Halpern                 | 1 episódio                                          |
| 2004      | Six Feet Under                | Roger's Lawyer                | 1 episódio                                          |
| 2004      | CSI: Miami                    | Dr. Leslie Harrison           | 1 episódio                                          |
| 2004      | One on One                    | Judy                          | 1 episódio                                          |
| 2005      | Diary of a Mad Black Woman    | Debrah                        |                                                     |
| 2005      | Serenity                      | Teacher                       |                                                     |
| 2005      | Lost                          | Susan Lloyd                   | 2 episódios                                         |
| 2005      | Sex, Love & Secrets           | Nina                          | 8 episódios                                         |
| 2005–2006 | NCIS                          | Special Agent Cassie Yates    | 2 episódios                                         |
| 2006      | Numb3rs                       | Olivia Rawlings               | 1 episódio                                          |
| 2006      | 3 lbs                         | Della                         | 1 episódio                                          |
| 2006–2017 | Bones                         | Dr. Camille Saroyan           | Papel Principal                                     |
| 2007      | Gordon Glass                  | Karen                         |                                                     |
| 2011      | Shuffle                       | Linda                         |                                                     |
| 2020      | Agents of S.H.I.E.L.D.        | Sibila                        | Papel Recorrente                                    |
| 2020      | Facção de outubro             | Deloris Allen                 | Papel Principal                                     |
| 2021      | Law & Order: Organized Crime  | Angela Wheatley               | Papel Principal Temporada 1, convidada temporada 2. |